# Isaac Zeilmaker

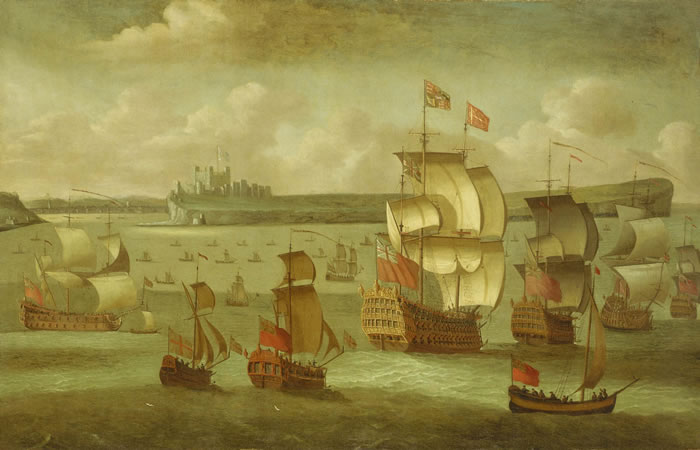
Schip met koninklijke standaard met andere vaartuigen voor Dover van Isaac Zeilmaker

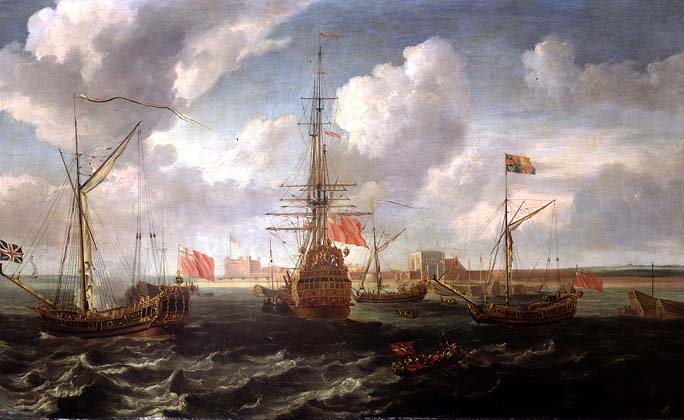
Het koninklijk jacht voor Sheerness van Isaac Zeilmaker

Isaac Zeilmaker (Scheveningen, 1633 - Londen 28 juni 1721), ook Isaac Sailmaker genoemd, was een Nederlandse marineschilder die actief was in Groot-Brittannië.
Hij kwam naar Londen om te werken voor Georg Geldorp, een schilder uit Antwerpen die reeds in 1623 was geëmigreerd. Geldorf had al naam gemaakt als schilder maar was eigenlijk kunsthandelaar die overwegend buitenlandse schilders in zijn huis uitnodigde. Onder meer Anthony van Dyck en Peter Lely verbleven bij hem. Hij werd door Koning Karel I tot curator van de koninklijke kunstverzameling benoemd. Na diens terechtstelling in 1649 kwam Geldorf in contact met Oliver Cromwell en schilderde voor hem The Royal Yacht off Sheerness (het koninklijk jacht voor Sheerness).
Isaac Sailmaker kreeg van Geldorf de opdracht om de zeeslag bij Nieuwpoort tussen George Monck en Cornelis Tromp te schilderen, een fase in de Eerste Engels-Nederlandse Oorlog met Oliver Cromwell op de voorgrond. In het Trinity House worden twee schipportretten van Zeilmaker bewaard: de Sovereign of the Sea en de Royal Prince, twee van de oudste die in Engeland zijn geschilderd.
Geldorf stierf in 1665 en Zeilmaker wordt pas in 1695 opnieuw vermeld. Hoogstwaarschijnlijk had dit te maken met de concurrentie die hij ondervond van Willem van de Velde de Oude en zijn zoon die hun atelier in 1673 naar Londen hadden overgebracht en de markt volledig domineerden. Na de dood van Willem van de Velde de Jonge in 1707 kreeg Zeilmaker opnieuw opdrachten. In 1708 vroeg parlementslid kolonel John Lovett hem om de tweede vuurtoren van Eddystone te schilderen die in 1755 door brand werd verwoest. Zeilmaker schilderde vier versies waarvan er drie bewaard bleven. Hij werd 88 jaar oud en stierf in Londen aan de King's Bench Walk.
- Biografisch Portaal: 33151905
- RKD-Nederlands Instituut voor Kunstgeschiedenis: 69266
- Union List of Artist Names: 500007875
- Virtual International Authority File: 95729123